# RTECS
Registry of Toxic Effects of Chemical Substances (RTECS) — база даних, що містить інформацію про токсичність речовин.
До січня 2001 року RTECS обслуговувалася та наповнювалася Національним інститутом безпеки та гігієни праці США (National Institute for Occupational Safety and Health, NIOSH).
Тепер база даних розповсюджеється на комерційних засадах компанією Elsevier MDL.

## Інформація про токсичність
Інформація про токсичність наведена у RTECS:
1. Подразнення
2. Мутагенні ефекти
3. Репродуктивні ефекти
4. Канцерогенний вплив
5. Гостра токсичність
6. Дози токсичності